# Zwölf-Schritte-Programm
Das Zwölf-Schritte-Programm ist ursprünglich ein Programm der Anonymen Alkoholiker (AA), das Alkoholikern zur Abstinenz vom Alkohol und zu einem neuen Lebensstil verhelfen soll.
Das Programm wurde in den 1930er Jahren von William Griffith Wilson und Robert Holbrook Smith als Blaues Buch festgehalten und erläutert. Zielgruppen waren sowohl Alkoholiker als auch Ärzte, Therapeuten und Vertreter religiöser Gruppen, die Trunksüchtigen helfen wollten.
Zwölf-Schritte-Gruppen, Anonyme Gruppen oder A-Gruppen sind Selbsthilfegruppen, die sich nach dem Zwölf-Schritte-Programm richten. Nach dem Vorbild der Anonymen Alkoholiker haben sich auch Gruppen zu anderen Problemen gebildet und das Programm inhaltlich entsprechend angepasst. Die Anonymen Programme oder A-Programme tragen in ihren Namen das Wort „Anonym“ (Betroffenengruppen) oder „Anon“ (Angehörigengruppen).

## Die zwölf Schritte
Mitgliedern in Zwölf-Schritte-Gruppen wird empfohlen, auf freiwilliger Basis die Zwölf Schritte durchzuarbeiten, eine Bedingung für die Teilnahme an den Treffen ist das nicht.
Die Zwölf Schritte sind im Originalwortlaut urheberrechtlich geschützt, deshalb kann Wikipedia nur eine textliche Abwandlung veröffentlichen. Der Originalwortlaut der Schritte eins bis neun ist in der Vergangenheitsform, die Schritte zehn bis zwölf in der Gegenwartsform geschrieben, und wurde von den Urhebern als rückblickender Leitfaden ihrer eigenen Genesung/Gesundung verfasst.
Es folgt eine sinngemäße Abwandlung des Textes des Zwölf-Schritte-Programmes, wie er in den Zwölf-Schritte-Gruppen genutzt wird. Der Wortlaut unterscheidet sich häufig bei den einzelnen Gruppen (siehe beispielsweise AA, ACA, EA, NA, oder OA).
1. Anerkennen, dass man seinem eigenen Problem gegenüber machtlos ist. Das können beispielsweise Substanzabhängigkeit oder, je nach Thematik der Gruppe, auch andere Problematiken sein. Zugeben, dass man sein „tägliches Leben“ nicht mehr bewältigen kann.
2. Zum Glauben kommen, dass nur eine Macht, die größer als man selbst ist, die eigene geistige Gesundheit wiederherstellen kann. Ursprünglich wurde hier für „Macht, größer als man selbst“ das Wort „Gott“ eingeführt. Um die Gruppen aber auch nichtreligiösen Personen zu öffnen, wählte man die neue Formulierung.
3. Den Entschluss fassen, seinen Willen und sein Leben der Sorge Gottes, wie ihn jeder für sich versteht, anzuvertrauen.
4. Eine gründliche und furchtlose Inventur seiner selbst machen.
5. Vor sich selbst und gegenüber einem anderen Menschen sein begangenes Fehlverhalten eingestehen.
6. Die Bereitschaft, Verhaltensweisen, die das Leben behindern, von Gott entfernen zu lassen.
7. Demütig darum bitten, dass Gott sämtliche persönliche „chronische das Leben behindernde Verhaltensweisen“ beseitigt.
8. Auflistung aller Personen, denen man Unrecht getan und Schaden zugefügt hat, und die Bereitschaft und den Willen zur Wiedergutmachung entwickeln.
9. Wo immer möglich, diese Personen entschädigen, außer, wenn sie oder andere dadurch verletzt würden.
10. Die „innere Inventur“ fortsetzen und zugeben, wenn man im Unrecht ist.
11. Durch „Gebet und Besinnung“ versuchen (bzw. die Verbindung suchen), eine tiefe bewusste Beziehung zu Gott, wie ihn jeder für sich selbst versteht, zu verbessern und um die Erkenntnis beten, seinen Willen zu sehen und die Kraft, ihn umzusetzen.
12. Nach der nun erfahrenen „spirituellen Erweckung“ versuchen, die Botschaft (wie der Einzelne die Schritte für sich genutzt hat und weiter danach lebt) an andere Betroffene weiterzugeben und seinen Alltag nach den Grundsätzen der jeweiligen Zwölf-Schritte-Gruppe auszurichten.

## Zwölf-Schritte-Gruppen

### Verbreitung
Die überwiegende Mehrzahl der Zwölf-Schritte-Gruppen beschäftigt sich mit Drogenabhängigkeit. Im Jahre 2004 trafen sich in über 180 Ländern mehr als 100.000 Anonyme-Alkoholiker-Gruppen, 61.000 Narcotics-Anonymous-Gruppen, 550 Nicotine-Anonymous-Gruppen. Dazu kommen noch über 24.000 Al-Anon-Familiengruppen für Angehörige von Alkoholikern sowie 1.800 Alateen-Gruppen. Die geografische Verteilung häuft sich im Ursprungsland USA.
Mit anderen Themen beschäftigen sich weltweit mehr als 1200 EA-Gruppen, 500 CoDA-Gruppen und eine Vielzahl kleinerer Zwölf-Schritte-Programme. 
|          | Wikipedia                                                           | Englisch                                                      | Thema |
| -------- | ------------------------------------------------------------------- | ------------------------------------------------------------- | --- |
| AA       | Anonyme Alkoholiker                                                 | Alcoholics Anonymous                                          | Alkoholismus |
| AAS      | Anonyme Arbeitssüchtige                                             | Workaholics Anonymous (WA)                                    | Arbeitssucht |
| ACA      | Erwachsene Kinder von Alkoholikern und aus dysfunktionalen Familien | Adult Children of Alcoholic/Dysfunctional Families (ACA/ACoA) | Genesung von den Auswirkungen des Aufwachsens in einer alkoholkranken oder anderweitig dysfunktionalen Familie              |
| Al-Anon  | Al-Anon                                                             | Al-Anon                                                       | Angehörige und Freunde von Alkoholikern                                                                                     |
| Alateen  | Alateen                                                             | Alateen                                                       | Kinder und Jugendliche von Alkoholikern                                                                                     |
| AM / MA  | Anonyme Messies                                                     | Clutterers Anonymous (CLA)                                    | Unordnung, Desorganisation und/oder Anhäufung von wertlosem Krempel (Messie-Syndrom)                                        |
| AS       | Anonyme Sexaholiker                                                 | Sexaholics Anonymous (SA)                                     | Sexsucht, sexuelle Zwanghaftigkeit                                                                                          |
| BA       | Anonyme Borderliner                                                 | Borderliners Anonymous                                        | Borderline-Persönlichkeitsstörung, Menschen mit einer frühen Störung                                                        |
| CA       | Cocaine Anonymous                                                   | Cocaine Anonymous                                             | Abhängigkeit oder schädlicher Gebrauch von allen bewusstseinsverändernden Substanzen                                        |
| CoDA     | Anonyme Co-Abhängige                                                | Co-Dependents Anonymous                                       | Co-Abhängigkeit |
| DA       | Anonyme Schuldner                                                   | Debtors Anonymous                                             | Vermeidung ungedeckter Schulden                                                                                             |
| EA       | Emotions Anonymous                                                  | Emotions Anonymous                                            | emotionale, psychische und soziale Störungen                                                                                |
| EDA      | Eating Disorders Anonymous                                          | Eating Disorders Anonymous                                    | Essstörungen |
| EKS      | Erwachsene Kinder von suchtkranken Eltern und Erziehern             |                                                               | Erwachsene Kinder von suchtkranken Eltern und Erziehern                                                                     |
| FA       | Anonyme Esssüchtige in Genesung                                     | Food Addicts In Recovery Anonymous                            | Überessen, Bulimie, Magersucht, Esszwänge                                                                                   |
| FAA      | Food Addicts Anonymous                                              | Food Addicts Anonymous                                        | Überessen, Bulimie, Magersucht, Esszwänge                                                                                   |
| GA       | Anonyme Spieler                                                     | Gamblers Anonymous                                            | Spielsucht |
| GamAnon  | Angehörige Anonymer Spieler                                         | GamAnon                                                       | Angehörige und Freunde von Spielern                                                                                         |
| HA       | Heroin Anonymous                                                    | Heroin Anonymous                                              | Heroinsucht |
| ISA      | Anonyme Inzestüberlebende                                           | Incest Survivors Anonymous                                    | Inzestüberlebende und Pro-Überlebende                                                                                       |
| ITAA     | Anonyme Internet- und Techniksüchtige                               | Internet and Technology Addicts Anonymous                     | Internet- und Technologiesucht                                                                                              |
| MA       | Marijuana Anonymous                                                 | Marijuana Anonymous                                           | Cannabissucht |
| NA       | Narcotics Anonymous                                                 | Narcotics Anonymous                                           | legale und illegale stoffliche Drogen (inkl. Medikamente und Alkohol)                                                       |
| Nar-Anon | Nar-Anon                                                            | Narcotics Anonymous Angehörigengruppe                         | Angehörige und Freunde von Abhängigen (Alkohol, Drogen etc.)                                                                |
| NicA     | Anonyme Nikotiniker                                                 | Nicotine Anonymous                                            | Nikotinsucht |
| OA       | Overeaters Anonymous                                                | Overeaters Anonymous                                          | Überessen, Bulimie, Magersucht, Esszwänge                                                                                   |
| RCA      | Anonyme Paare in Genesung                                           | Recovering Couples Anonymous                                  | Genesung für Paare, gemeinsame Wiederherstellung einer gestörten Beziehung                                                  |
| SAA      | Anonyme Sexsüchtige                                                 | Sex Addicts Anonymous                                         | Sexsucht |
| S-Anon   | S-Anon                                                              | S-Anon                                                        | Angehörige und Freunde von Sex-Süchtigen                                                                                    |
|          | Anonyme Hochsensible                                                |                                                               | Hochsensibilität, Prävention und Gesundheitsförderung für hochsensible Personen                                             |
| SCA      | Anonyme sexuell Zwanghafte                                          | Sexual Compulsives Anonymous                                  | Sexsucht, sexuelle Zwanghaftigkeit                                                                                          |
| SIA      | Anonyme Inzestüberlebende                                           | Survivor of Incest Anonymous                                  | Auswirkungen von sexuellem Missbrauch                                                                                       |
| SLAA     | Anonyme Sex- und Liebessüchtige                                     | Sex and Love Addicts Anonymous                                | Sexsucht, sexuelle Zwanghaftigkeit, Sucht nach zerstörerischen Beziehungen oder Sucht nach Flucht in romantische Phantasien |
| OLGA     | Anonyme Online-Spieler Anonyme Online-Süchtige                      | Online Gamers Anonymous                                       | Online-Spielsucht, Internet-Sucht, Computer-Sucht                                                                           |
| UA       | Anonyme Unterverdiener                                              | Underearners Anonymous                                        | Menschen, die sich nicht anerkannt fühlen                                                                                   |

### Zusammenkünfte/Sitzungen/Treffen
Die Gruppen dienen der Selbsthilfe. Alkoholiker helfen Alkoholikern, Angehörige Angehörigen. Sie treffen sich regelmäßig, meist wöchentlich zu gemeinsamen Zusammenkünften, in den Gruppen werden diese Treffen als Meetings bezeichnet. Es bleibt jedem Teilnehmer überlassen, ob und wie häufig er die Treffen besucht.
Die Treffen werden ausschließlich von den Betroffenen selbst organisiert. Ein Chair (von engl. chair person, Vorsitzender) moderiert. Dieser Dienst wird entweder durch Wahl oder nach Rotationsprinzip besetzt und kann von jedem Teilnehmer übernommen werden. Weder der Chair noch andere Dienste haben eine hierarchische Sonderstellung.
Es gibt kein Therapeuten-Klienten-Verhältnis. Viele Teilnehmer suchen sich aber einen erfahrenen Sponsor. Dieser sollte schon längere Zeit „trocken“ sein, viel Erfahrung mit dem Programm haben und insbesondere in Notlagen (wie akutem Suchtdruck) erreichbar sein.
An geschlossenen Treffen nehmen nur direkt Betroffene teil. Offene Treffen stehen auch Angehörigen, Fachpersonen und anderen Interessierten offen. Manche Gruppen veranstalten auch öffentliche Informationstreffen.
Die Gruppen bestimmen den Ablauf der Gruppentreffen selbst. Der typische Ablauf enthält folgende Elemente: Vorstellungsrunde („Ich heiße Bill, ich bin Alkoholiker.“ – „Hi, Bill!“); Vorlesen von Präambel, Zwölf Schritten und Zwölf Traditionen; gemeinsames Sprechen des Gelassenheitsgebets. Häufig werden auch Texte aus der Literatur vorgelesen. Je nach Gruppe kommen weitere Elemente hinzu.
Den größten Raum bei den Treffen nimmt das „Teilen von Erfahrung, Kraft und Hoffnung“ ein. Die Teilnehmer sprechen über ihre Erfahrungen. Sie können frei über alles sprechen, was sie bewegt. Die anderen Teilnehmer dürfen weder Feedback noch ungefragte Ratschläge geben. Manche Gruppen begrenzen die Redezeit und haben weitere Regeln, um einen konstruktiven Meetingablauf zu gewährleisten.

### Spiritualität
Das Zwölf-Schritte-Programm ist nach dem Selbstverständnis der Gründer ein spirituelles Programm.
Dass Spiritualität für manche Alkoholiker die letzte Rettung sein kann, fasste der Psychiater C. G. Jung 1961 in einem Brief an den Mitgründer der AA Bill W. mit dem Wortspiel „spiritus contra spiritum“ (lat. „Geist gegen Weingeist“) zusammen. 

### Zwölf Schritte
Die Zwölf Schritte sind in der Vergangenheitsform geschrieben, weil sie Erfahrungen dokumentieren. Sie zeichnen den Weg nach, der bei den Berichtenden zu spirituellem Erwachen und Genesung führte.
Die Arbeit in den Schritten ist eine Empfehlung. Es wird aber in der Literatur klar darauf hingewiesen, dass eine „Genesung, die nicht nur die Symptome bekämpft“, ohne das „Leben in den Schritten“ kaum möglich ist. Sie ist keine Bedingung für die Mitgliedschaft. Die Teilnahme an Meetings steht auch Menschen offen, die sich (noch) nicht nach den Schritten richten wollen.
Im Prinzip gibt es nur eine geistige/ideelle Mitgliedschaft, für die sich die Person selbst entscheidet. Es widerspricht sich, „Mitglied“ in einer 12-Schritte-Gruppe sein zu wollen und den Inhalt der Schritte kategorisch abzulehnen. Bei einer anfänglichen Ablehnung der Schritte kommt es oft zur Akzeptanz im Laufe der Zeit.

## Organisation
Die Zwölf-Schritte-Gemeinschaften verstehen sich als basisdemokratisch organisierte Graswurzelbewegungen. Der Aufbau richtet sich nach den Zwölf Traditionen und zwölf Konzepten.

### Gruppe
Organisatorische Grundlage sind die einzelnen Gruppen. Neue Gruppen können jederzeit gegründet werden. Wenn sich zwei oder drei Personen über ihre Genesung unterhalten, können sie sich A-Gruppe nennen, vorausgesetzt, dass sie als Gruppe keine andere Bindung eingehen (3. Tradition).
In ihren eigenen Angelegenheiten sind die Gruppen selbstständig und nur ihrem Gruppengewissen gegenüber verantwortlich (2. und 4. Tradition), solange die Angelegenheit nicht andere Gruppen oder die Gemeinschaft als Ganzes betreffen.
Die Gruppen sind finanziell unabhängig. Sie finanzieren sich ausschließlich über die Spenden ihrer Mitglieder. Es werden keine Gelder von außen angenommen, um nicht in Abhängigkeiten zu geraten (7. Tradition). Die Gruppen sind auch unabhängig von Religionen, Sekten, Parteien usw.

### Intergruppe
Alle Angelegenheiten, die andere Gruppen betreffen, sollten mit diesen gemeinsam beraten werden. Diese Beratungen finden gelegentlich auf gemeinsamen Zusammenkünften aller Beteiligten, meist aber durch Gruppenvertreter in Intergruppen-Komitees statt. Diese werden je nach Bedarf auf Stadt-, Bezirks-, Staats-, nationaler und internationaler Ebene eingerichtet.
Die Gruppensprecher werden von den Gruppenmitgliedern gewählt. Sie haben keine Entscheidungsbefugnisse gegenüber der Gruppe. Ihre Aufgabe ist lediglich, den Willen der Gruppe nach außen zu vertreten.
Nach Möglichkeit werden Beschlüsse im Konsens gefasst. Nur in Ausnahmefällen werden Mehrheitsbeschlüsse gefasst, um die manchmal Jahre dauernden Konsensfindungsprozesse abzukürzen.
Kein Intergruppen-Dienstinhaber hat irgendeinem Mitglied gegenüber Macht oder Weisungsbefugnis. Alle Ausschüsse können ihren Mitgliedern lediglich Empfehlungen aussprechen.

### Verein

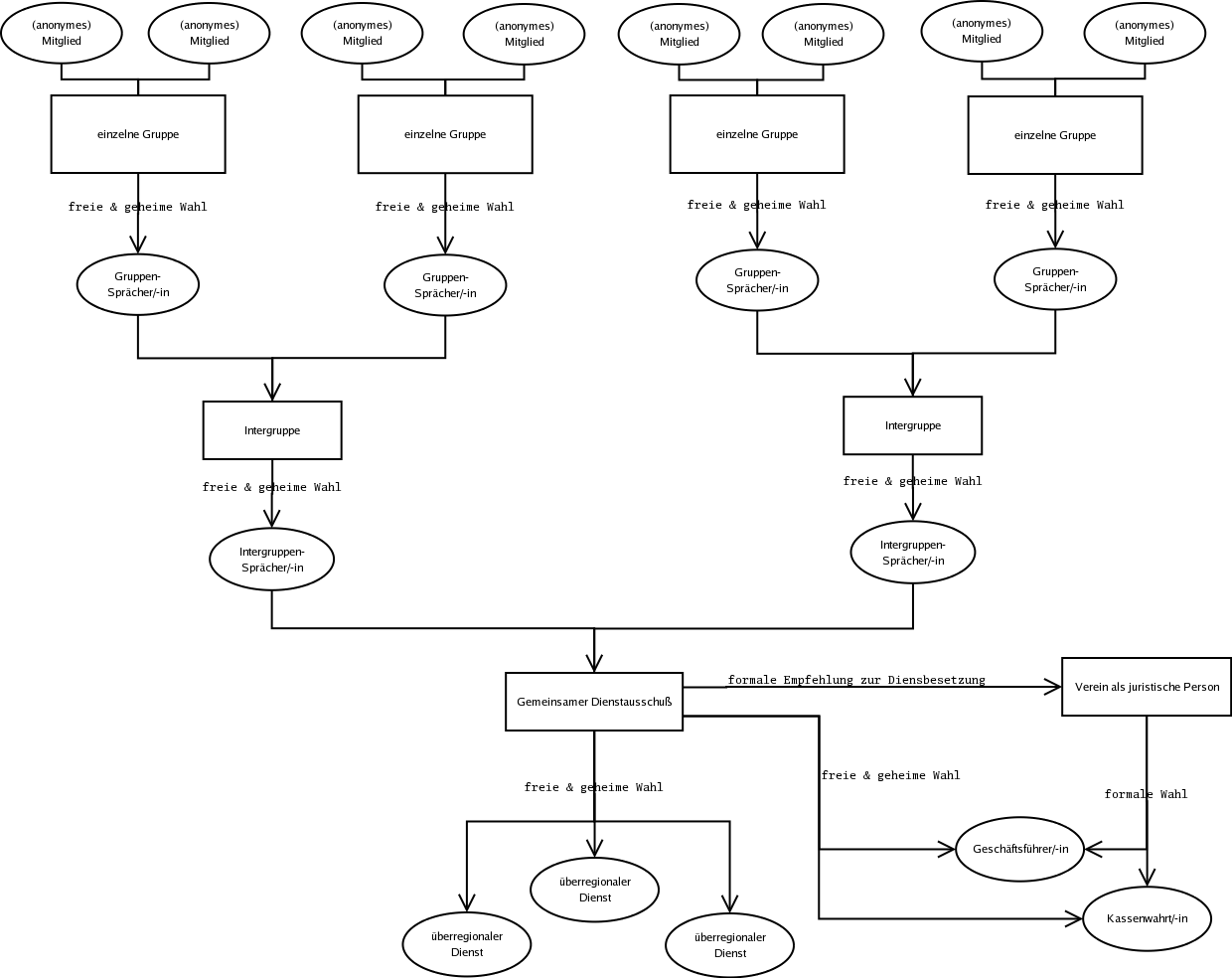
Schematische Darstellung der Organisationsstruktur von Zwölf-Schritte-Gruppen

Die einzelnen Gruppen haben keine rechtliche Struktur. Sie sind ein formloser Zusammenschluss von Menschen, die an den Meetings teilnehmen. Die Teilnehmer bleiben anonym. Für überregionale Arbeit, wie die Bereitstellung von Literatur und den Abschluss von Verträgen, ist dagegen eine juristische Person von Vorteil.
Zu diesem Zweck haben einige Zwölf-Schritte-Gemeinschaften eingetragene Vereine gegründet. Die Aktiven werden in den Jahresversammlungen der Intergruppen gewählt. Dann werden sie durch eine zweite Wahl in den Verein aufgenommen. Mit diesem Schritt verlieren die Mitglieder ihre Anonymität. Nach außen erscheinen sie als „Angehörige von Betroffenen“. Laut Satzung haben die Vereine die Interessen ihrer jeweiligen Zwölf-Schritte-Gruppe zu vertreten. Formal ist die Jahresversammlung dem Verein nicht weisungsbefugt.

### Gemeinsamer Dienstausschuss
Die Integrität der Gemeinschaft als ganzes stellt der Gemeinsame Dienstausschuss der jeweiligen Programme sicher. Er koordiniert die Öffentlichkeitsarbeit der gesamten Gemeinschaft. Eine Sonderstellung hat dabei Alcoholics Anonymous World Services, Inc. als Inhaber des Urheberrechts an den Zwölf Schritten.

## Weitere „Zwölf-Schritte“-Einrichtungen

### Kliniken
Es gibt psychosomatische Fachkliniken, deren Therapie das Zwölf-Schritte-Programm als heilenden Prozess für Süchtige akzeptiert und respektiert. Im Bad Herrenalber Modell von Walther H. Lechler bildet es die geistige und spirituelle Grundlage des therapeutischen Prozesses. Viele Patienten nennen diese Kliniken vereinfachend „Zwölf-Schritte-Kliniken“, zur Abgrenzung von anderen Therapiekonzepten. Da Zwölf-Schritte-Gruppen außenstehende Einrichtungen weder gutheißen (6. Tradition), noch von ihnen finanzielle Unterstützung annehmen (7. Tradition) können, sind Kliniken und Gruppen organisatorisch getrennt. In der Praxis stellen solche Kliniken Räume für Meetings bereit und empfehlen zusätzlich die längerfristige Teilnahme an Zwölf-Schritte-Gruppen im Rahmen der Nachsorge.
Aufenthalte in den sogenannten Zwölf-Schritte-Kliniken werden auf Antrag und fachärztlicher Krankenhauseinweisung bei medizinischer Notwendigkeit von den gesetzlichen Krankenkassen oder Rentenversicherungsträgern bezahlt. Alle sog. Zwölf-Schritte-Kliniken befinden sich in privater Trägerschaft. Der Begriff 12-Schritte-Klinik wird aber auch von den Kliniken selbst heutzutage offiziell abgelehnt.

### Selbsthilfegruppen
Es gibt weitere Selbsthilfegruppen und Organisationen, die Teile des Zwölf-Schritte-Programms oder der Organisationsstruktur übernehmen. Einige beziehen sich direkt auf die Zwölf Schritte der AA, manchmal deuten nur der Name oder einzelne Begrifflichkeiten eine mutmaßliche Nähe zu den AA an.
Zwölf-Schritte-Gruppen im engeren Sinne orientieren sich an den Zwölf Schritten und den Zwölf Traditionen der AA, sie ändern an diesen Texten nur das jeweilige Problem und sie beachten das Copyright des Alcoholics Anonymous World Services, Inc. an den Texten.
Synanon und Narconon haben, trotz der Endsilbe „-non“ im Namen, keine Verbindung mit dem Zwölf-Schritte-Programm, weder inhaltlich noch organisatorisch.
Die Endlich-Leben-Gruppen verwenden die Zwölf Schritte, ergänzen und verändern sie aber im christlichen Sinne. Organisatorisch sind sie an Kirchengemeinden gebunden, hier ist mit dem Begriff Gott klar der christliche Gott gemeint. Recovery Anonymous übernimmt die Zwölf Schritte und Traditionen, verwendet die ursprüngliche, christlich orientierte Literatur der AA-Gründer, von der sich diese später distanzierten, und ergänzt sie um detaillierte Leitfäden zur Meetingorganisation.

## Kritik

### Monopolisierung
In den USA, und zunehmend auch in Deutschland, wird das Zwölf-Schritte-Programm als wichtigste, oft einzige Selbsthilfegruppe für Abhängige und ihre Angehörigen empfohlen. Dieser Umstand ist vor allem auf individuelle Entscheidungen derjenigen zurückzuführen, die die Empfehlung aussprechen (z. B. Ärzte und Psychologen).

### Zwangsteilnahme
Gegen den Grundgedanken der freiwilligen Teilnahme an den Sitzungen steht, wenn jemand aufgrund externen Drucks gegen seinen Willen daran teilnimmt, z. B. als gerichtliche Auflage. Viele Gefängnisinsassen bekommen Freigang für die Teilnahme an Zwölf-Schritte-Sitzungen. Es gibt Sitzungen, die Zwangsteilnehmern die geforderten Teilnahmenachweise ausstellen.

### Religiöses Wesen
Das New Yorker Berufungsgericht hat 1996 im Fall „Griffin v. Coughlin“ letztinstanzlich festgestellt, dass „Angehörigkeit bei der Gemeinschaft der AA eine Beteiligung an religiösen Handlungen und religiöser Missionierung mit sich bringt.“

## Wirksamkeit
- Die therapeutische Wirksamkeit des Zwölf-Schritte-Programms bei der Genesung von Suchtkrankheiten wird auf verschiedene Arten untersucht. Ein erschwerender Faktor für langfristige, wissenschaftliche Untersuchungen ist dabei die Anonymität, die auch bewirkt, dass keine Mitgliederlisten geführt werden[5]. Seit 2003 kam es zu einer Zunahme unterschiedlich gestalteter Studien. Ein aktualisierter Cochrane Review von 2020 kam zu dem Ergebnis, dass die regelmäßige und strukturierte AA Teilnahme eine bessere Wirksamkeit als Psychotherapie alleine habe[6]. Dies betrifft sowohl kurzfristige als auch langfristige Abstinenzraten[7].
- Die Wirksamkeit zeigt signifikante Korrelationen mit der Motivation zur persönlichen Veränderung, Häufigkeit der Meetings-Teilnahmen pro Woche, dem Grad an Strukturiertheit der Arbeit im Programm und der Arbeit mit anderen Betroffenen[8]. Bei einem Beobachtungszeitraum von einem Jahr, zeigte eine Studie Abstinenzraten von 44,7 % bei alleiniger Teilnahme an Meetings, Teilnehmer, die andere zusätzlich in der Rolle eines Sponsors unterstützen, hatten eine Abstinenzrate von 75 %[9].
- Nach Praschniker zeigt die empirische Untersuchung, dass die Depressivität mit Zunahme der Verweildauer in einer Zwölf-Schritte-Gruppe abnimmt.[10]

## Alternativen
Zitat aus einer kritischen Schrift über die Anonymen Alkoholiker der Bundesvereinigung für Gesundheit e. V.: „Die schwachen Ergebnisse verschiedener Therapierichtungen legen nahe, dass die Alternative zu AA nicht unbedingt professionelle Therapie sein muss. Zur Überwindung von Alkoholproblemen ist wahrscheinlich soziale Unterstützung durch Gleichgesinnte hilfreich. Grundsätzlich hat sich das Konzept von Selbsthilfegruppen durchaus bewährt, nur brauchen diese nicht notwendigerweise auf den spirituellen Prinzipien von Alcoholics Anonymous beruhen.“
Es gibt viele andere Selbsthilfegruppen, die nicht nach dem Zwölf-Schritte-Programm arbeiten. Es gibt zahlreiche Selbsthilfeangebote für viele verschiedene Krankheiten und Problembereiche mit den unterschiedlichsten inhaltlichen Ausrichtungen und Methoden. Qualifizierte therapeutische und soziale Hilfen gibt es für alle Themen, zu denen es auch Zwölf-Schritte-Gruppen gibt. Anlaufstellen sind etwa Ärzte, Psychotherapeuten, Wohlfahrtsverbände und Selbsthilfekontaktstellen.
Weitere Selbsthilfegruppen: Freundeskreise für Suchtkrankenhilfe, Kreuzbund, Guttempler, Blaues Kreuz
Es gibt auch Selbsthilfegruppen, welche das Zwölf-Schritte-Programm dergestalt adaptiert haben, dass es ohne Gottesbezug auskommt. Ein Beispiel ist die anonyme Sucht-Selbsthilfe Fährhaus in München.

### Intern
- Das Blaue Buch
- Präambel der AA – (online)
- Zwölf Schritte der AA – (online)
- Zwölf Traditionen der AA – (online)
- William Griffith Wilson: Bill W. – meine ersten 40 Jahre. Autobiografie des Mitbegründers der Anonymen Alkoholiker. Übersetzung von Marga Klay. Santiago-Verlag, Goch 2003, ISBN 3-937212-00-0.
- Stephanie S. Covington: Frauen und das Zwölf-Schritte-Programm. Textbuch. Santiago Verlag, 2006, ISBN 3-937212-09-4.
- Stephanie S. Covington: Frauen und das Zwölf-Schritte-Programm. Arbeitsbuch. Santiago Verlag, 2006, ISBN 3-937212-10-8.

### Extern
- Hans Praschniker: Soziodemografischer Hintergrund, Alkoholismuskarriere, Abstinenzdauer, Selbstbild und Persönlichkeit von genesenden Alkoholikern: Eine Erkundungsstudie an Anonymen Alkoholikern. Dissertation. Universität Graz, 1984. Praschniker Abstracts
- Peter Daum: Eine kritische Auseinandersetzung mit den Alcoholics Anonymous. Diplomarbeit. Berlin 1990/1997.
- The Orange Papers (englisch) Kritische Untersuchung der Wurzeln und Entstehungsgeschichte der Anonymen Alkoholiker
- Mel Ash: Das Zen der Gesundung. Spirituelle und therapeutische Techniken auf dem Weg von Abhängigkeit zur Freiheit. Kapitel: Eine Interpretation der Zwölf Schritte. Knaur, München 1997, ISBN 3-426-86047-3, S. 101–147. (Originalausgabe: The Zen of Recovery 1993. Aus dem Amerikanischen von Malte Heim)
- Simone Bell-D’Avis: Hilft Gott gegen Sucht? Eine fundamentaltheologische Grundlegung der Suchtseelsorge. LIT, Münster 2004, ISBN 3-8258-8812-6.
- Melody Beattie: Mut zur Unabhängigkeit, Wege zur Selbstfindung und inneren Heilung, Das Zwölf-Schritte Programm. Wilhelm Heyne Verlag, München 1994, ISBN 3-453-07863-2. (Titel der Originalausgabe: Codependents’ Guide to the Twelve Steps).
- Kikan Massara: Die 12 Schritte. Symbole, Mythen und Archetypen der Genesung. TASCHEN, Köln 2024, ISBN 978-3-8365-7697-0